# Über die Anzahl der Primzahlen unter einer gegebenen Grösse
Ueber die Anzahl der Primzahlen unter einer gegebenen Grösse ist eine im Jahr 1859 von Bernhard Riemann verfasste 9-seitige Arbeit aus der Zahlentheorie. Sie wird als bahnbrechend und wegbereitend für die moderne analytische Zahlentheorie gesehen. Inhaltlich beschäftigt sich die Schrift mit dem Zusammenhang zwischen den Primzahlen und der Riemannschen Zeta-Funktion, wobei Riemann neu entwickelte Techniken aus der Funktionentheorie erstmals anwendete.

## Inhalt
Die Arbeit untersucht die Primzahlfunktion mit analytischen Methoden. Obwohl es die einzige Arbeit ist, die Riemann jemals zur Zahlentheorie veröffentlicht hat, enthält sie Ideen, die zahlreiche Forscher im späten 19. Jahrhundert und bis heute beeinflusst haben. Das Paper besteht in erster Linie aus Definitionen, heuristischen Argumenten, Skizzen von Beweisen und der Anwendung leistungsfähiger analytischer Methoden, die alle wesentliche Konzepte und Werkzeuge der modernen analytischen Zahlentheorie geworden sind. In ihr erwähnte Riemann in einem Nebensatz die berühmte Riemannsche Vermutung, ein bis heute ungelöstes Problem.